# Minoru Minami
Minoru Minami (南 実, Minami Minoru, 1887-1948) est un photographe japonais.